# Aktywność star
Aktywność star – własność enzymów restrykcyjnych polegająca na obniżeniu lub zaniku specyficzności ich działania, objawiająca się cięciem DNA w miejscach innych niż restrykcyjne. Wraz ze spadkiem specyficzności, cięciu podlegają miejsca coraz bardziej różne od oryginalnej sekwencji restrykcyjnej. Nazwa zjawiska pochodzi od oznaczenia alternatywnej aktywności, w odróżnieniu od zwykłej, znakiem * (EcoRI* zamiast EcoRI). Obecnie produkowane są rekombinowane enzymy ze zmniejszoną lub zniesioną aktywnością star.
Najczęstszy zanik specyficzności polega na cięciu sekwencji różniących się od restrykcyjnej jednym nukleotydem, cięciu sekwencji krótszych o nukleotydy początkowe.
Na pojawienie się aktywności star w reakcjach z udziałem enzymów restrykcyjnych ma wpływ wiele czynników (choć każdy z różną siłą i to zależnie od enzymu, np. EcoRI jest bardziej wrażliwy na podwyższone stężenie glicerolu niż na podwyższone pH), między innymi:
- wysokie stężenie glicerolu (powszechny składnik buforów do przechowywania enzymów);
- nadmiar enzymu do ilości DNA;
- niska siła jonowa (<25mM)[2];
- wysokie pH (>8,0)[2];
- obecność odczynników organicznych (DMSO, etanol, glikol i inne)[6];
- zastąpienie jonów Mg2+ innymi jonami metali dwuwartościowych: Mn2+, Cu2+, Co2+, Zn2+.

Aktywność star jest zwykle zjawiskiem niepożądanym, utrudniającym i wprowadzającym zmienność do przeprowadzanego eksperymentu. Problem ten staje się wyraźny w przypadku reakcji z użyciem kilku enzymów restrykcyjnych naraz (cięcie wielokrotne), gdy trudne jest zapewnienie warunków optymalnych każdemu z nich.
Aktywność star można redukować stosując się do zaleceń producenta enzymów, takich jak:
- używania enzymu w minimalnej ilości potrzebnej do pocięcia danej ilości DNA (zmniejsza ilość glicerolu w próbce oraz zapewnia odpowiedni stosunek enzymu do DNA, wydłuża jednak czas reakcji);
- pozbycie się śladów odczynników organicznych (szczególnie etanolu używanego powszechnie do izolacji DNA);
- zapewnienie odpowiednio wysokiej lub specjalne zawyżanie siły jonowej (niektóre enzymy są jednak inhibowane przez wysoką siłę jonową);
- utrzymywanie pH reakcji w okolicach 7,0 (wyższe pH reakcji bywa efektem używania niewystarczająco czystego DNA izolowanego metodą lizy alkalicznej);
- używanie Mg2+ jako jonów dwuwartościowych wspomagających pracę enzymu i unikanie zanieczyszczeń innymi jonami.